# Nacaduba subperusia
Nacaduba subperusia är en fjärilsart som beskrevs av Pieter Cornelius Tobias Snellen 1896. Nacaduba subperusia ingår i släktet Nacaduba och familjen juvelvingar. Inga underarter finns listade i Catalogue of Life.

## Bildgalleri

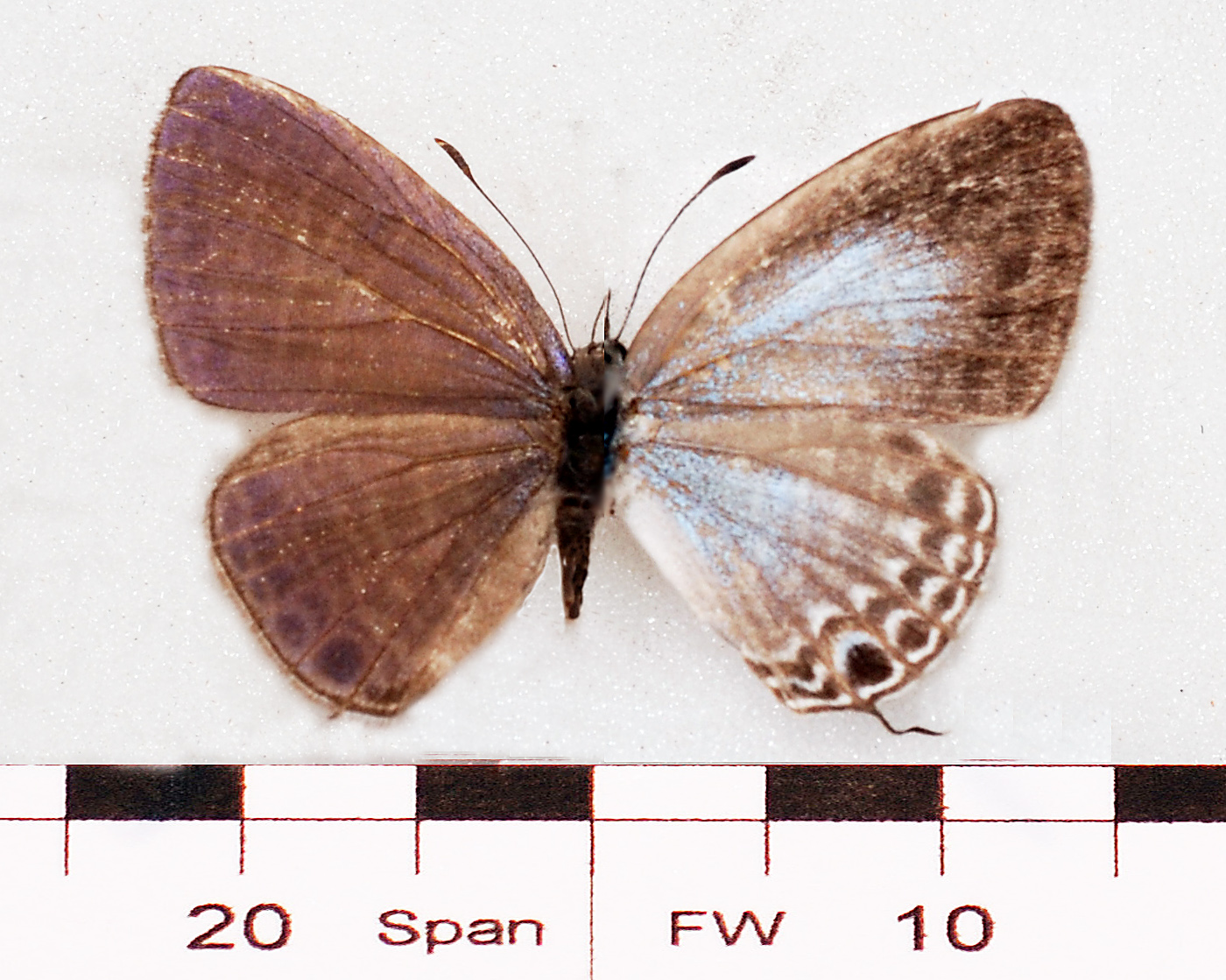